# Damiani (marca)
Damiani SpA es un grupo italiano de empresas, de joyería de lujo, que diseña, fabrica, distribuye y vende joyas y relojes.

## Historia
Esta empresa fue fundada en Valenza en 1924. La compañía utiliza los apoyos de personajes famosos para comercializar sus productos. En 2002 la compañía cerró una disputa con Brad Pitt y Jennifer Aniston respecto al uso de sus nombres y diseños de anillos de boda: la disputa se resolvió por $ 50 millones y la pareja ayudó Damiani para crear y comercializar una línea de productos. La empresa fue incluida en la bolsa de Italia en 2007.
En 2013 la compañía manejaba 32 tiendas directas y 50 franquicias. Damiani se expandió a través de Asia y los Estados de la Unión Europea.

## Marcas
Otras marcas, de joyería y tiendas, controladas por este grupo son Salvini, Alfieri & St. John, Bliss, Calderoni, Rocca 1794.